# Thomisus obscuratus
Thomisus obscuratus är en spindelart som beskrevs av Lodovico di Caporiacco 1947. Thomisus obscuratus ingår i släktet Thomisus och familjen krabbspindlar. Inga underarter finns listade i Catalogue of Life.